# 拼音排檢法
拼音排檢法根據《漢語拼音方案》所采用的基本拉丁字母表“Aa,Bb,Cc,...,Zz”的順序來排列汉语的单字和词语，属于國際通用的字母順序(alphabetical order)排检法。 《新華字典》、《現代漢語詞典》和《牛津英漢-漢英詞典》(Oxford Chinese Dictionary)等許多現代辭書正文都採用漢語拼音排檢法。

## 單個漢字的排序
判定兩個漢字的拼音順序的規則如下：

### 基本字母規則
即基本拉丁字母順序 (basic alphabetical order)。  具體做法是：先比較兩個漢字拼音字母串的第一個字母。如果不同，則按它們在字母表中的前後順序來排列所在漢字 (例如，“李(lǐ)” 先於 “張(zhāng)”, 因爲首字母“l”在字母表中位於首字母“z”的前面)；如果首字母相同，則比較雙方的第二個字母，以此類推，直至找到第一對不相同的字母並據此定序 (例如，“常(cháng)” 先於 “陳(chén)”，因爲第三個字母“a”先於“e” )。如果比較到其中一個字符串的最後一個字母，雙邊的字母還是相同，那麽較短的字符串排在前面 (例如，“陳 (chén)” 先於 “程(chéng)”)。

### êü規則
拼音基本字母相同的字，如果字音分別為e和ê音節，或者nu和nü，或者lu和lü， 則根據《新華字典》的“漢語拼音音節索引”規定的順序，將發ê音的字排在緊跟e音的字的後面，nü音的字緊跟nu音的字的後面，lü音的字緊跟lu音的字後面。 例如“額 (è)欸(ê̄)”,“路(lù)驢(lǘ)”,“努(nǔ)女(nǚ)”。

### 聲調規則
聲母韻母都相同的字，按聲調順序“1聲（陰平）、2聲（陽平）、3聲（上聲）、4聲（去聲）、5聲（輕聲）”排列，如“媽(mā) 麻(má) 馬(mǎ) 罵(mà) 嗎(ma)”。
用漢語拼音字母排列漢語單字的詳細順序可參見《新华字典》  的“漢語拼音音節索引”(這是一個不帶聲調的音節順序列表)或《现代汉语词典》 
 的“音節表”（帶聲調的音節順序列表）。
拼音表達式完全相同的字，即聲韻調相同的完全同音字，通常是藉助筆劃排檢法來排序。

## 多字詞的排序
含有多個字的單詞有兩種不同的排序方法，一種是按字排序，另一種是按詞排序。 。

### 按字排序
先按第一個字拼音排序。如果第一個字相同，再按第二個字排序，依此類推。 例如，
“底層(dǐcéng)，地標(dìbiāo)，地表( dìbiǎo)，地租(dìzū )，電燈(diàndēng)”。
 《現代漢語詞典》和《牛津英漢-漢英詞典》用這種方法。 

### 按詞排序
就是按整個單詞的拼音字母排序，當字母相同時再按聲調排序。 例如，
“電燈(diàndēng)，地標(dìbiāo)，地表( dìbiǎo)，底層(dǐcéng)，地租(dìzū )”。
 《ABC漢英大詞典》用這種方法。

## 評價
漢字拼音排檢法采用國際通用的拉丁字母順序(alphabetical order)，方法簡單、科學性強，是一種較爲理想的查字法。但還沒能達到英文排檢的方便程度，最大的缺點是查不了不知道普通話國語讀音的字（因此，用這種方法編排的工具書通常都附有其他排檢法的索引）。此外，漢語中數目衆多的同音字也需要藉助其他排檢法來處理。